# Sân bay quốc tế Gwadar
Sân bay quốc tế Gwadar (IATA: GWD, ICAO: OPGD) là một sân bay quốc tế nằm cách thành phố Gwadar 14 km về phía bắc, ở tỉnh Balochistan của Pakistan.
Chính phủ Pakistan dự tính Gwadar sẽ trở thành một trung tâm kinh tế khu vực và đã ra chỉ thị phát triển Sân bay quốc tế Gwadar mới. Cục hàng không dân dụng Pakistan đã dành 3.000 mẫu Anh (12 km²) đất cách sân bay hiện nay 26 km về phía đông bắc để xây sân bay mới. Tổng mức đầu tư dự tính là 250 triệu USD và sẽ có khả năng phục vụ máy bay thân rộng.

## Các hãng hàng không và điểm đến

### Nội địa
- Airblue (Karachi)
- Orbit Aviation (Turbat)
- Pakistan International Airlines (Dalbandin, Karachi, Pasni, Quetta, Turbat) [4]

### Quốc tế
- Orbit Aviation (Sharjah)
- Pakistan International Airlines (Muscat)